# Dirty Sanchez (hành vi tính dục)
Dirty Sanchez là một hành vi tính dục có mục đích trong đó một người (khi quan hệ tình dục) sẽ dùng phân bôi lên môi trên của bạn tình. Tuy nhiên, chuyên gia tư vấn tình dục Dan Savage nói rằng hành động này là hoàn toàn hư cấu. Brian Bouldrey trong quyển Dirty Words: A Literary Encyclopedia of Sex nói rằng hành động này là một "truyền thuyết đô thị". Trong quyển New Partridge Dictionary of Slang and Unconventional English, có đoạn viết: "Điều này dường như đã được đưa ra với ý định gây sốc hơn là thực tế, mặc dù, không nghi ngờ gì, một số người đã từng hoặc sẽ thử nghiệm nó."

## Từ nguyên
Nhà bình luận Gustavo Arellano của ¡Ask a Mexican! cho rằng thuật ngữ này gợi lên bộ ria mép đặc trưng của người Mexico. Thuật ngữ tình dục này đã được đưa vào bộ tiếng lóng cant Polari vào những năm 1960.